# Cape Elizabeth
Ne doit pas être confondu avec Cap Élisabeth.
Cape Elizabeth est une ville des États-Unis située dans le comté de Cumberland. Elle fait partie de la région métropolitaine de Portland. Fondée en 1628, elle compte 9 015 habitants au recensement de 2010.

## Monuments
Le phare de Portland Head, terminé en 1791, est le plus ancien de l'État. L'église congrégationnelle de Spurwink a été bâtie en 1802. Ces deux monuments sont inscrits au Registre national des lieux historiques.

## Personnalités notables
- John Ford (1894-1973), réalisateur
- Joan Benoit (1957-), marathonienne
- Clare Egan (1987-), biathlète